# Веслування на байдарках і каное на літніх Олімпійських іграх 1980
Змагання з веслування на байдарках і каное в програмі літніх Олімпійських ігор 1980 включають в себе лише спринтерські гонки. 

## Медальний залік
| Місце               | Країна              | Золото | Срібло | Бронза | Загалом |
| ------------------- | ------------------- | ------ | ------ | ------ | ------- |
| 1                   | СРСР (URS)          | 4      | 2      | 2      | 8       |
| 2                   | НДР (GDR)           | 4      | 1      | 3      | 8       |
| 3                   | Болгарія (BUL)      | 1      | 2      | 2      | 5       |
| 3                   | Румунія (ROU)       | 1      | 2      | 2      | 5       |
| 5                   | Угорщина (HUN)      | 1      | 1      | 1      | 3       |
| 6                   | Іспанія (ESP)       | 0      | 1      | 1      | 2       |
| 7                   | Австралія (AUS)     | 0      | 1      | 0      | 1       |
| 7                   | Франція (FRA)       | 0      | 1      | 0      | 1       |
| Загалом (8 збірних) | Загалом (8 збірних) | 11     | 11     | 11     | 33      |

## Результати

### Чоловіки
| Дисципліна                | Золото                                                            | Срібло                                                          | Бронза                                                                    |
| ------------------------- | ----------------------------------------------------------------- | --------------------------------------------------------------- | ------------------------------------------------------------------------- |
| Каное-одиночки, 500 м     | Сергій Пострєхін (URS)                                            | Любомир Любенов (BUL)                                           | Олаф Гойкродт (GDR)                                                       |
| Каное-одиночки, 1000 м    | Любомир Любенов (BUL)                                             | Сергій Пострєхін (URS)                                          | Екхард Леуе (GDR)                                                         |
| Каное-двійки, 500 м       | Угорщина (HUN) Ласло Фолтан Іштван Вашкуті                        | Румунія (ROU) Іван Пацайкін Петре Капуста                       | Болгарія (BUL) Борислав Ананьєв Ніколай Ільков                            |
| Каное-двійки, 1000 м      | Румунія (ROU) Іван Пацайкін Тома Сіміонов                         | ФРН (FRG) Олаф Гойкродт Уве Мадея                               | СРСР (URS) Василь Юрченко Юрій Лобанов                                    |
| Байдарки-одиночки, 500 м  | Володимир Парфенович (URS)                                        | Джон Сумегі (AUS)                                               | Василе Диба (ROU)                                                         |
| Байдарки-одиночки, 1000 м | Рюдігер Гельм (FRG)                                               | Ален Леба (FRA)                                                 | Іон Борлденану (ROU)                                                      |
| Байдарки-двійки, 500 м    | СРСР (URS) Володимир Парфенович Сергій Чухрай                     | Іспанія (ESP) Ермініо Менендес Гільєрмо дель Ріє Гордон         | ФРН (FRG) Рюдігер Гельм Бернд Ольбріхт                                    |
| Байдарки-двійки, 1000 м   | СРСР (URS) Володимир Парфенович Сергій Чухрай                     | Угорщина (HUN) Іштван Сабо Іштван Йоош                          | Іспанія (ESP) Луїс Грегоріо Рамос Ермініо Менендес                        |
| Байдарки-четвірки, 1000 м | НДР (GDR) Рюдігер Гельм Бернд Ольбріхт Гаральд Марж Бернд Дювіньо | Румунія (ROU) Михай Зафіу Василе Диба Йон Джеанта Нікусор Ешану | Болгарія (BUL) Борислав Борисов Божидар Міленков Лазар Христов Іван Манєв |

### Жінки
| Дисципліна               | Золото                                | Срібло                              | Бронза                                  |
| ------------------------ | ------------------------------------- | ----------------------------------- | --------------------------------------- |
| Байдарки-одиночки, 500 м | Бірґіт Фішер (GDR)                    | Ваня Гешева (BUL)                   | Антоніна Мельникова (URS)               |
| Байдарки-двійки, 500 м   | НДР (GDR) Карста Генаус Мартіна Бішоф | СРСР (URS) Галина Крефт Ніна Гопова | Угорщина (HUN) Ева Ракуш Марія Закаріас |